# Hipponicharionidae
De Hipponicharionidae zijn een familie van uitgestorven kreeftachtigen uit de klasse van de Ostracoda (mosselkreeftjes).

## Geslacht
- Quadricona Topper, Skovsted, Brock & Paterson, 2011 †